# Listă de filme despre cel de-Al Doilea Război Mondial
Aceasta este o listă de filme artistice despre cel de-Al Doilea Război Mondial:
| 1939 • 1940 • 1941 • 1942 • 1943 • 1944 • 1945 • 1946 • 1947 • 1948 • 1949 • 1950–1989 • 1990–1999 • 2000–2009 • 2010–2019 • 2020–2023 |

## 1939
| Țara             | Titlul românesc                | Titlul original                                             | Regizor                                                             | Rolurile principale                                             | Bătălii, campanii, evenimente descrise |
| ---------------- | ------------------------------ | ----------------------------------------------------------- | ------------------------------------------------------------------- | --------------------------------------------------------------- | --- |
| Italia           |                                | Lotte nell'ombra                                            | Domenico Gambino                                                    | Antonio Centa, Dria Paola, Paola Barbara                        | Spioni străini fură formula unui nou exploziv |
| Statele Unite    | Confesiunile unui spion nazist | Confessions of a Nazi Spy                                   | Anatole Litvak                                                      | Edward G. Robinson, Francis Lederer, George Sanders, Paul Lukas | Spionaj nazist în Statele Unite |
| Statele Unite    |                                | Hitler – Beast of Berlin (Hell's Devils / Beasts of Berlin) | Sam Newfield                                                        | Roland Drew, Steffi Duna, Greta Granstedt                       | Prizonier politic german anti-hitler |
| Regatul Unit     |                                | The Lion Has Wings                                          | Michael Powell, Adrian Brunel, Brian Desmond Hurst, Alexander Korda | Merle Oberon, Ralph Richardson, June Duprez                     | Mobilizare Royal Air Force |
| Italia           |                                | Piccoli naufraghi                                           | Flavio Calzavara                                                    | Giovanni Grasso, Riccardo Santelmo, Carlo Duse                  | Aventură. Doisprezece băieți italieni se îmbarcă pe o navă comercială pentru a lupta în Războiul Etiopiei, dar naufragiază pe o insulă. Apoi reușesc să preia controlul asupra unui negustor care face contrabandă cu arme în Etiopia. |
| Japonia          |                                | Tsuchi to heitai (土と兵隊)                                 | Tomotaka Tasaka                                                     | Isamu Kosugi                                                    | Dramă bazată pe romanul lui Ashihei Hino. Efectul războiului asupra soldaților japonezi în timpul războiului chino-japonez |
| Regatul Unit     |                                | Q Planes (Clouds Over Europe)                               | Tim Whelan, Arthur B. Woods                                         | Ralph Richardson, Laurence Olivier, Valerie Hobson              | Thriller. Spioni străini suspectați de dispariția unor avioane secrete |
| Regatul Unit     |                                | Secret Journey (Among Human Wolves)                         | John Baxter                                                         | Basil Radford, Silvia St. Claire, Thorley Walters.              | Bazat pe povestirea lui Charles Robert Dumas. Agent al serviciului secret britanic aflat în misiune |
| Japonia          |                                | Shanhai Rikusentai (上海陸戦隊)                             | Hisatora Kumagaya                                                   | Den Ohinata                                                     | Forțele navale japoneze speciale de debarcare |
| Germania Nazistă |                                | Das Gewehr über                                             | Jürgen von Alten                                                    | F.W. Schröder-Schrom, Rolf Moebius, Rudi Godden                 | Emigrant german în Australia se întoarce în țara sa pentru serviciul militar în armată |
| Statele Unite    |                                | South of the Border                                         | George Sherman                                                      | Gene Autry, Smiley Burnette, June Storey                        | Acțiune/Western. Agent federal american în misiune în Mexic pentru a împiedica agenții germani să obțină controlul asupra rafinăriilor de petrol mexicane și să incite la revoluție                                                    |
| Germania Nazistă |                                | Drei Unteroffiziere                                         | Werner Hochbaum                                                     | Albert Hehn, Fritz Genschow, Wilhelm König                      | Luftwaffe |
| Regatul Unit     |                                | Traitor Spy (The Torso Murder Mystery)                      | Walter Summers                                                      | Bruce Cabot, Marta Labarr, Tamara Desni, Edward Lexy.           | Film thriller de mister bazat pe roman de T. C. H. Jacobs. Spion german pe o barcă de patrulare antisubmarină și o fabrică de torpile                                                                                                  |
| Statele Unite    | Jertfa supremă                 | Wings of the Navy                                           | Lloyd Bacon                                                         | George Brent, Olivia de Havilland, John Payne                   | Avion de atac experimental pentru Marina SUA |

## 1940
| Țara             | Titlul românesc                 | Titlul original                                                | Regizor               | Rolurile principale | Bătălii, campanii, evenimente descrise |
| ---------------- | ------------------------------- | -------------------------------------------------------------- | --------------------- | --- | --- |
| Statele Unite    |                                 | Arise, My Love                                                 | Mitchell Leisen       | Claudette Colbert, Ray Milland, Dennis O'Keefe | Comedie romantică. De la Războiul Civil Spaniol până la Capitularea franceză, 1940                                                               |
| Germania Nazistă |                                 | Achtung! Feind hört mit!                                       | Arthur Maria Rabenalt | René Deltgen, Kirsten Heiberg, Lotte Koch | Spioni străini într-o fabrică germană de armament                                                                                                |
| Regatul Unit     |                                 | The Big Blockade                                               | Charles Frend         | Will Hay, Ronald Shiner și John Mills | Blocada Germaniei |
| Japonia          |                                 | Moyuru ōzora (燃ゆる大空)                                      | Yutaka Abe            | Den Obinata, Ichiro Tsukita, Heihachiro Okawa | Acțiune-dramă. Serviciul aerian al Armatei Imperiale Japoneze în timpul războiului chino-japonez                                                 |
| Italia           |                                 | Il cavaliere di Kruja                                          | Carlo Campogalliani   | Doris Duranti, Antonio Centa, Leda Gloria | Aventură. Un jurnalist italian se implică în opoziția albaneză față de Regele Zog și este în cele din urmă salvat de invazia italiană a Albaniei |
| Statele Unite    | Tovarășul X                     | Comrade X                                                      | King Vidor            | Clark Gable, Hedy Lamarr, Oskar Homolka | Jurnalistul american din Uniunea Sovietică este un spion.                                                                                        |
| Regatul Unit     | Convoi                          | Convoy                                                         | Pen Tennyson          | Clive Brook, John Clements, Edward Chapman, Judy Campbell, Penelope Dudley-Ward, Edward Rigby, Charles Williams, Allan Jeayes, Michael Wilding, Harold Warrender, David Hutcheson, George Carney | Bătălia Atlanticului |
| Germania Nazistă | Dușmani                         | Feinde                                                         | Viktor Tourjansky     | | Invadarea Poloniei este justificată de persecuția poloneză a etnicilor germani                                                                   |
| Statele Unite    | Corespondent pentru străinătate | Foreign Correspondent                                          | Alfred Hitchcock      | Joel McCrea, Laraine Day, Herbert Marshall, George Sanders, Albert Bassermann, Robert Benchley, Edmund Gwenn                                                                                     | Thriller de spionaj. Un reporter american încearcă să-i expună pe spionii din Marea Britanie în ajunul celui de-al Doilea Război Mondial.        |
| Statele Unite    | Dictatorul                      | The Great Dictator                                             | Charlie Chaplin       | Charles Chaplin, Paulette Goddard, Jack Oakie | Satiră. Dictatorul Adenoid Hynkel este înlocuit cu un evreu identic                                                                              |
| Statele Unite    | Lungul voiaj spre casă          | The Long Voyage Home                                           | John Ford             | John Wayne, Thomas Mitchell | Bătălia Atlanticului |
| Statele Unite    |                                 | The Man I Married (I Married a Nazi)                           | Irving Pichel         | Joan Bennett, Francis Lederer, Lloyd Nolan, Anna Sten | Dramă. Soțul german al unei femei americane dezvoltă simpatii naziste                                                                            |
| Regatul Unit     | Tren de noapte spre Munich      | Night Train to Munich (Gestapo)                                | Carol Reed            | Margaret Lockwood, Rex Harrison | Thriller-mister. Inventatorul și fiica sa sunt răpiți de Gestapo apoi salvați de un agent britanic                                               |
| Statele Unite    |                                 | The Phantom Submarine                                          | Charles Barton        | Anita Louise, Bruce Bennett, Oscar O'Shea, John Tyrrell, Pedro de Cordoba | Acțiune-mister. Jurnalist și scufundător al Marinei SUA investighează teroarea U-boat.                                                           |
| Germania Nazistă |                                 | Wunschkonzert                                                  | Eduard von Borsody    | Ilse Werner, Carl Raddatz, Joachim Brennecke | Aviatori ai Luftwaffe luptă în Polonia și apoi în Atlantic                                                                                       |
| Statele Unite    |                                 | Ski Patrol                                                     | Lew Landers           | Philip Dorn, Luli Deste, Stanley Fields | Olimpicii se opun din nou unul altuia în Războiul de Iarnă                                                                                       |
| Japonia          |                                 | Nishizumi senshacho-den (西住戦車長伝)                         | Kōzaburō Yoshimura    | | Comandant japonez de tanc luptă în războiul chino-japonez și moare în Bătălia de la Nanking din decembrie 1937.                                  |
| Regatul Unit     |                                 | Ten Days in Paris (Missing Ten Days; L'aventure est commencée) | Jeremy Brown          | Rex Harrison, Kaaren Verne, C. V. France. | Comedie, mister. |
| Statele Unite    | Podul Waterloo                  | Waterloo Bridge                                                | Mervyn LeRoy          | Robert Taylor, Vivien Leigh | Un ofițer britanic chemat la arme își amintește de povestea sa de dragoste din Primul Război Mondial                                             |
| Statele Unite    |                                 | Women in War                                                   | John H. Auer          | Wendy Barrie, Elsie Janis, Patric Knowles | Acțiune-dramă. Asistente aliate pe frontul Franței înainte de Dunkerque                                                                          |

## 1941
| Țara                | Titlul românesc                       | Titlul original                                 | Regizor                                       | Rolurile principale                                                             | Bătălii, campanii, evenimente descrise |
| ------------------- | ------------------------------------- | ----------------------------------------------- | --------------------------------------------- | ------------------------------------------------------------------------------- | --- |
| Germania Nazistă    |                                       | Über alles in der Welt                          | Karl Ritter                                   | Paul Hartmann, Hannes Stelzer, Fritz Kampers                                    | Civilii germani din străinătate se implică la începutul celui de-al Doilea Război Mondial                                                        |
| Statele Unite       | În cursul nopții                      | All Through the Night                           | Vincent Sherman                               | Humphrey Bogart, Conrad Veidt, Kaaren Verne                                     | Thriller de mister. Coloana a cincea a nazistă.                                                                                                  |
| Germania Nazistă    |                                       | Annelie                                         | Josef von Báky                                | Luise Ullrich                                                                   | Eroică mamă germană în timpul războiului |
| Germania Nazistă    |                                       | Kampfgeschwader Lützow                          | Hans Bertram                                  | Christian Kayssler, Heinz Welzel, Hermann Braun                                 | Echipajul unui bombardier participă la invadarea Poloniei și atacurile asupra navigației britanice. Este o continuare a filmului D III 88 (1939) |
| Statele Unite       |                                       | Buck Privates                                   | Arthur Lubin                                  | Lou Costello, Bud Abbott                                                        | Comedie. Abbott și Costello se înrolează în Armată                                                                                               |
| Statele Unite       |                                       | Caught in the Draft                             | David Butler                                  | Bob Hope                                                                        | Comedie. |
| Statele Unite       |                                       | Confirm or Deny                                 | Archie Mayo, Fritz Lang (nemenționat)         | Don Ameche, Joan Bennett                                                        | Comedie dramatică. London Blitz |
| Regatul Unit        |                                       | Cottage to Let (Bombsight Stolen)               | Anthony Asquith                               | Leslie Banks, Alastair Sim                                                      | Răpirea unui inventator scoțian de către agenți naziști. Invenția este un vizor folosit de aeronavele militare pentru a arunca bombe cu precizie |
| Statele Unite       | Ei trăiesc periculos                  | Dangerously They Live                           | Robert Florey                                 | John Garfield, Nancy Coleman, Raymond Massey                                    | Agenți naziști din SUA urmăresc spionul aliaților care deține secretul flotei de submarine în largul coastelor americane                         |
| Regatul Unit        |                                       | Dangerous Moonlight (Suicide Squadron)          | Brian Desmond Hurst                           | Anton Walbrook                                                                  | Bătălia Angliei |
| Statele Unite       | Bombardier în picaj                   | Dive Bomber                                     | Michael Curtiz                                | Errol Flynn, Fred MacMurray                                                     | Cercetări medicale pe piloți de aeronave din Pacific                                                                                             |
| Ungaria             |                                       | Európa nem válaszol                             | Géza von Radványi                             | Mária Tasnádi Fekete, Iván Petrovich, Ferenc Kiss, Ilona Titkos                 | Spioni la bordul unui transatlantic la începutul celui de-al Doilea Război Mondial                                                               |
| Regatul Unit        | Paralela 49                           | 49th Parallel (The Invaders)                    | Michael Powell                                | Laurence Olivier, Eric Portman, Raymond Lovell, Finlay Currie                   | Bătălia de la St. Lawrence și supraviețuitorii unui U-boat scufundat în Golful Hudson traversează Canada                                         |
| Regatul Unit        |                                       | Freedom Radio                                   | Anthony Asquith                               | Clive Brook, Diana Wynyard, Raymond Huntley                                     | Rezistența germană |
| Uniunea Sovietică   | Fata din Leningrad                    | Frontovie podrugi (Фронтовые подруги)           | Viktor Eisymont                               | Zoia Fiodorova                                                                  | Rusoaică se oferă ca asistentă medicală pe frontul finlandez, refăcut în SUA ca Three Russian Girls de Fiodor Oțep, Henry S. Kesler              |
| Germania Nazistă    |                                       | Auf Wiedersehn, Franziska!                      | Helmut Käutner                                | Marianne Hoppe, Hans Söhnker, Fritz Odemar                                      | Un reporter german este recrutat de Wehrmacht într-o campanie de propagandă (Propagandakompanie)                                                 |
| Statele Unite       | Marile arme                           | Great Guns                                      | Monty Banks                                   | Stan și Bran                                                                    | Comedie. Stan și Bran se înrolează. |
| Uniunea Sovietică   | Vulturul mărilor                      | Morskoi iastreb (Морской ястреб)                | Vladimir Braun                                | Ivan Pereverzev, Andrei Fait, Liudmila Morozova.                                | Submarin german în Marea Neagră. |
| Germania Nazistă    |                                       | Spähtrupp Hallgarten                            | Herbert B. Fredersdorf                        | René Deltgen, Paul Klinger, Maria Andergast, Karl Martell                       | Doi soldați germani în Campania din Norvegia |
| Germania Nazistă    |                                       | Heimkehr                                        | Gustav Ucicky                                 | Paula Wessely, Peter Petersen, Attila Hörbiger, Carl Raddatz, Hermann Erhardt . | Drama. Polonezii îi persecută pe etnicii germani                                                                                                 |
| Statele Unite       |                                       | International Lady (G-Men versus Scotland Yard) | Tim Whelan                                    | George Brent, Ilona Massey, Basil Rathbone                                      | Spionaj, drama. |
| Germania Nazistă    |                                       | Menschen im Sturm                               | Fritz Peter Buch                              | Olga Chekhova, Gustav Diessl, Hannelore Schroth                                 | Drama. Sârbii îi persecută pe etnicii germani |
| Uniunea Sovietică   | În spatele liniilor inamice           | V tylu vraga (В тылу врага)                     | Yevgeni Shneider                              | Nikolai Kryuchkov, Alexander Grechany                                           | Comedie. Războiul de Iarnă |
| Statele Unite       |                                       | Man Hunt                                        | Fritz Lang                                    | Walter Pidgeon, Joan Bennett                                                    | Tentativa de asasinat dinainte de război asupra lui Hitler                                                                                       |
| Italia              |                                       | Uomini sul fondo                                | Francesco De Robertis                         | Diego Pozzetto, Felga Lauri                                                     | Echipajul unui submarin italian încearcă să-și repare nava avariată prinsă pe fundul mării                                                       |
| Statele Unite       | Batalion de parașutiști               | Parachute Battalion                             | Leslie Goodwins                               | Robert Preston, Nancy Kelly                                                     | Trei bărbați se alătură unui batalion de parașutiști                                                                                             |
| Regatul Unit        | 'Pimpernel' Smith                     | Pimpernel Smith                                 | Leslie Howard                                 | Leslie Howard, Francis Sullivan, Mary Morris                                    | The Scarlet Pimpernel actualizare |
| România             | România în lupta contra bolșevismului |                                                 | Paul Călinescu                                | Lucreția Drocan, George Marai, Alexandru Simionov                               | documentar |
| Japonia             |                                       | Daichi ni inoru (大地に祈る)                    | Takeo Murata                                  |                                                                                 | Asistente militare japoneze în China |
| Regatul Unit        |                                       | Ships with Wings                                | Sergei Nolbandov                              |                                                                                 | Bătălia de la Taranto |
| Germania Nazistă    |                                       | Sechs Tage Heimaturlaub                         | Jürgen von Alten                              |                                                                                 | Soldați germani în permisie |
| Germania Nazistă    |                                       | Soldaten von morgen                             | Alfred Weidenmann                             |                                                                                 | Hitlerjugend |
| Statele Unite       |                                       | Sundown                                         | Henry Hathaway                                |                                                                                 | Campania din Africa de Nord |
| Germania Nazistă    |                                       | U-Boote westwärts                               | Günther Rittau                                |                                                                                 | Submarine U-boat în Bătălia Atlanticului |
| Statele Unite       |                                       | Underground                                     | Vincent Sherman                               |                                                                                 | Rezistența germană |
| Coreea              |                                       | Shiganhei (志願兵) Chiwŏnbyŏng (지원병)         | Seok-yeong Ahn                                |                                                                                 | Voluntari coreeni din armata japoneză |
| Regimul de la Vichy |                                       | La fille du puisatier                           | Marcel Pagnol                                 |                                                                                 | O fată rămâne însărcinată cu un pilot militar, apoi este doborâtă în spatele liniilor germane în timpul Bătăliei pentru Franța                   |
| Italia              |                                       | La nave bianca                                  | Francesco De Robertis, Roberto Rossellini     |                                                                                 | Marinari răniți în luptă pe o navă spital (reprezentați prin imagini filmate în Bătălia din Calabria și Bătălia de la Capul Spartivento)         |
| Statele Unite       |                                       | A Yank in the RAF                               | Henry King                                    |                                                                                 | Voluntari americani în RAF |
| Coreea              |                                       | Kimi to boku (君と僕) Nŏ wa na (너와 나)        | "Eitaro Hinatsu" (Hae Yeong), Tomotaka Tasaka |                                                                                 | Un voluntar coreean din armata japoneza se căsătorește cu o femeie japoneză                                                                      |

## 1942
| Țara                       | Titlul românesc                     | Titlul original                                                 | Regizor                            | Rolurile principale                                                                               | Bătălii, campanii, evenimente descrise |
| -------------------------- | ----------------------------------- | --------------------------------------------------------------- | ---------------------------------- | ------------------------------------------------------------------------------------------------- | --- |
| Germania Nazistă           |                                     | Der 5. Juni - Einer unter Millionen                             | Fritz Kirchhoff                    |                                                                                                   | Bătălia Franței |
| Statele Unite              | Bătălia de la Midway                | The Battle of Midway                                            | John Ford                          | naratori: Johnny Governali, Donald Crisp, Henry Fonda, Jane Darwell                               | Documentar despre Bătălia de la Midway |
| Statele Unite              | Dincolo de Pacific                  | Across the Pacific                                              | John Huston, Vincent Sherman       | Humphrey Bogart, Mary Astor, Sydney Greenstreet                                                   | Dramă, spionaj. Complot japonez împotriva Canalului Panama |
| Italia                     |                                     | Alfa Tau!                                                       | Francesco De Robertis              | Giuseppe Addobbati, Marina Chierici, Liana Persi                                                  | Submarin italian în Teatrul de luptă din Mediterană |
| Statele Unite              |                                     | Atlantic Convoy                                                 | Lew Landers                        |                                                                                                   | Operațiuni navale aliate cu sediul în Islanda împotriva submarinelor U-boat din Atlantic                                                                            |
| Japonia                    |                                     | Honkon kōryaku: Eikoku kuzururu no hi (香港攻略 英国崩るゝの日) | Shigeo Tanaka                      |                                                                                                   | Bătălia de la Hong Kong |
| Italia                     | Bengasi                             | Bengasi (Bengasi anno '41)                                      | Augusto Genina                     |                                                                                                   | Rezistența italiană la ocupația britanică a orașului libian Benghazi în 1941                                                                                        |
| Statele Unite              |                                     | Black Dragons                                                   | William Nigh                       | Bela Lugosi, Joan Barclay, George Pembroke                                                        | Societatea Dragonului Negru din Japonia, în colaborare cu naziștii, recrutează un om de știință nebun pentru a crea dubluri ale liderilor occidentali.              |
| Statele Unite              |                                     | The Bugle Sounds                                                | S. Sylvan Simon                    |                                                                                                   | Cavalerie și război cu tancuri |
| Statele Unite              |                                     | Captains of the Clouds                                          | Michael Curtiz                     |                                                                                                   | Piloții canadieni British Commonwealth Air Training Plan care decolează fără piste de aterizare.                                                                    |
| Statele Unite              | Casablanca                          | Casablanca                                                      | Michael Curtiz                     | Humphrey Bogart, Ingrid Bergman, Paul Henreid                                                     | Casablanca, Maroc sub Regimul de la Vichy. Premiul Oscar pentru cel mai bun film.                                                                                   |
| Statele Unite              | Comandourile ataca în zori          | Commandos Strike at Dawn                                        | John Farrow                        |                                                                                                   | Rezistența norvegiană |
| Statele Unite              |                                     | The Dawn Express                                                | Albert Herman                      | Michael Whalen                                                                                    | Un grup de spionaj nazist vrea să afle secretul unei formule chimice                                                                                                |
| Regatul Unit               | Ziua va răsări                      | The Day Will Dawn (The Avengers)                                | Harold French                      |                                                                                                   | Rezistența norvegiană |
| Statele Unite              | Voiaj disperat                      | Desperate Journey                                               | Raoul Walsh                        | Errol Flynn, Ronald Reagan, Nancy Coleman                                                         | Echipaj RAF a evadat din Germania prin Țările de Jos |
| Italia                     |                                     | Documento Z-3                                                   | Alfredo Guarini                    |                                                                                                   | Agenți italieni în Iugoslavia în ultimele zile înainte de invadare                                                                                                  |
| Statele Unite              |                                     | Eagle Squadron                                                  | Arthur Lubin                       |                                                                                                   | Eagle Squadron, Voluntari americani în RAF în timpul Bătăliei Angliei                                                                                               |
| R.S.S. Gruzină             |                                     | Uchinari Jani (Georgian please) Neulovimyy Yan (Неуловимый Ян)  | Isidor Annensky, Vladimir Petrov   | Evgeniy Samoylov, Evgeniya Gorkusha, Yuri Aleqsi-Meskhishvili, Giorgi Davitashvili                | Confruntarea dintre patrioții cehoslovaci și fasciștii germani |
| Japonia                    |                                     | Daigoretsu no kyofu (第五列的恐怖)                              | Hiroyuki Yamamoto                  |                                                                                                   | Spioni britanici și chinezi încearcă să fure proiectele unui motor de avion japonez                                                                                 |
| Regatul Unit               |                                     | The First of the Few (Spitfire)                                 | Leslie Howard                      | Leslie Howard, David Niven, Rosamund John                                                         | Dezvoltarea avionului Spitfire |
| Statele Unite Regatul Unit |                                     | Flying Fortress                                                 | Walter Forde                       |                                                                                                   | Bombardiere B-17 |
| Statele Unite              |                                     | Flying Tigers                                                   | David Miller                       | John Wayne, John Carroll, Anna Lee                                                                | Grupurile de voluntari americani (American Volunteer Group) în Al Doilea Război Sino-Japonez                                                                        |
| Regatul Unit               | Maistrul a plecat în Franța         | The Foreman Went to France (Somewhere in France)                | Charles Frend                      |                                                                                                   | Bătălia Franței |
| Germania Nazistă           |                                     | Fronttheater                                                    | Arthur Maria Rabenalt              | Heli Finkenzeller, René Deltgen                                                                   | Bătălia Greciei |
| Japonia                    |                                     | Shōgun to sanbō to hei (将軍と参謀と兵)                         | Taguchi Satoshi                    |                                                                                                   | Al Doilea Război Sino-Japonez |
| Italia                     |                                     | Giarabub                                                        | Goffredo Alessandrini              | Carlo Ninchi, Mario Ferrari                                                                       | Asediul de la Giarabub (Al Jaghbub) în 1941 |
| Germania Nazistă           |                                     | Die große Liebe                                                 | Rolf Hansen                        |                                                                                                   | Război între Germania Nazistă și URSS |
| Coreea                     |                                     | Warera imazo yuku (吾等今ぞ征く) Nanŭn kanda (나는 간다)        | Ki-chae Park                       |                                                                                                   | Voluntari coreeni în armata japoneză |
| Statele Unite              |                                     | Hillbilly Blitzkrieg                                            | Roy Mack                           | Bud Duncan, Edgar Kennedy, Cliff Nazarro                                                          | Spionii naziști fură formula unei rachete în SUA |
| Statele Unite              |                                     | Hitler – Dead or Alive                                          | Nick Grinde                        | Ward Bond, Dorothy Tree, Warren Hymer, Paul Fix                                                   | Trei gangsteri americani și-au propus să colecteze recompensa de un milion de dolari pentru aducerea lui Hitler în fața justiției.                                  |
| Regatul Unit               |                                     | In Which We Serve                                               | Noël Coward, David Lean            | Noël Coward, John Mills, Bernard Miles                                                            | Bazat pe scufundarea HMS Kelly⁠(en)[traduceți] |
| Statele Unite              | Ioana de Paris                      | Joan of Paris                                                   | Robert Stevenson                   |                                                                                                   | Echipaj RAF doborât se întâlnește cu Rezistența franceză |
| Statele Unite              |                                     | Jungle Siren                                                    | Sam Newfield                       |                                                                                                   | Francezi liberi, cu doi americani, trimiși într-un sat african pentru a construi un aerodrom                                                                        |
| Regatul Unit               |                                     | King Arthur Was a Gentleman                                     | Marcel Varnel                      |                                                                                                   | Comedie, muzical, romantism. Soldatul are fantezii despre Regele Arthur în timp ce se confruntă cu Wehrmacht-ul                                                     |
| Statele Unite              |                                     | Lady from Chungking                                             | William Nigh                       |                                                                                                   | Al Doilea Război Sino-Japonez |
| Regatul Unit               |                                     | Lady from Lisbon                                                | Leslie S. Hiscott                  |                                                                                                   | Farsă. Agenți naziști, contraspioni aliați și mai multe copii ale picturii Mona Lisa                                                                                |
| Statele Unite              |                                     | Let's Get Tough!                                                | Wallace Fox                        |                                                                                                   | Delincvenți juvenili se luptă cu sabotorii Societății Dragonului Negru la New York                                                                                  |
| Italia                     |                                     | MAS                                                             | Romolo Marcellini                  |                                                                                                   | Barcă italiană cu motor înarmată cu torpile - MAS (Motoscafo armato silurante)                                                                                      |
| Statele Unite              | Doamna Miniver                      | Mrs. Miniver                                                    | William Wyler                      | Greer Garson, Walter Pidgeon                                                                      | O gospodină modestă din Anglia rurală se confruntă cu un pilot german care a fost parașutat în satul ei idilic în timp ce soțul ei participă la evacuarea Dunkerque |
| Statele Unite              |                                     | The Navy Comes Through                                          | A. Edward Sutherland               |                                                                                                   | Bătălia Atlanticului |
| Regatul Unit               |                                     | The Next of Kin                                                 | Thorold Dickinson                  |                                                                                                   | Mesaj că vorbirea neglijentă costă vieți și raid comando fictiv |
| Italia România             | Odessa în flăcări                   | Odessa in fiamme , Odessa în flăcări                            | Carmine Gallone                    |                                                                                                   | Bătălia de la Odesa , 1941 |
| Regatul Unit               | Unul din avioanele noastre lipsește | One of Our Aircraft Is Missing                                  | Michael Powell, Emeric Pressburger |                                                                                                   | Echipaje aeriene aliate evadează din Țările de Jos ocupate |
| Statele Unite              |                                     | Pacific Rendezvous                                              | George Sidney                      |                                                                                                   | Dramă, spionaj. Criptografia în războiul din Pacific |
| Japonia                    |                                     | Aikoku no hana (愛國の花)                                       | Keisuke Sasaki                     |                                                                                                   | Asistente militare japoneze |
| Statele Unite              |                                     | The Phantom Plainsmen                                           | John English                       |                                                                                                   | "The Three Mesquiteers" se luptă cu agenții naziști într-o fermă Western                                                                                            |
| Statele Unite              | Flautistul                          | The Pied Piper                                                  | Irving Pichel                      |                                                                                                   | Dramă bazată pe romanul lui Nevil Shute. Turist salvează copii francezi, 1940                                                                                       |
| Italia                     |                                     | Un pilota ritorna                                               | Roberto Rossellini                 |                                                                                                   | Războiul greco-italian |
| Statele Unite              |                                     | Private Buckaroo                                                | Edward F. Cline                    |                                                                                                   | Muzical. |
| Germania Nazistă           |                                     | GPU (G.P.U.)                                                    | Karl Ritter                        |                                                                                                   | Comploturile GPU de la Rotterdam sunt dejucate de Ocupația germană                                                                                                  |
| Statele Unite              | Reuniune în Franța                  | Reunion in France                                               | Jules Dassin                       |                                                                                                   | Rezistența franceză ajută un pilot american doborât |
| Regatul Unit               |                                     | Sabotage at Sea                                                 | Leslie S. Hiscott                  |                                                                                                   | |
| Statele Unite              | Sabotorul                           | Saboteur                                                        | Alfred Hitchcock                   |                                                                                                   | Muncitor dintr-o fabrică de avioane acuzat în mod fals de sabotaj                                                                                                   |
| Statele Unite              |                                     | Seven Days' Leave                                               | Tim Whelan                         |                                                                                                   | Comedie muzicală. Soldat aflat în concediu trebuie să se căsătorească pentru a fi moștenitor                                                                        |
| Statele Unite              | Sherlock Holmes - Arma secretă      | Sherlock Holmes and the Secret Weapon                           | Roy William Neill                  |                                                                                                   | Sherlock Holmes contra agenți naziști și profesorul Moriarty |
| Statele Unite              |                                     | Sherlock Holmes and the Voice of Terror                         | John Rawlins                       |                                                                                                   | Sherlock Holmes contra sabotori naziști |
| Statele Unite              | Te voi regăsi                       | Somewhere I'll Find You                                         | Wesley Ruggles                     |                                                                                                   | Corespondenți de război în China și Pacific |
| Japonia                    |                                     | Kanchō imada shisezu (間諜未だ死せず)                           | Kōzaburō Yoshimura                 |                                                                                                   | Spioni chinezi și americani în Japonia |
| Statele Unite              | Fi gata pentru acțiune              | Stand by for Action                                             | Robert Z. Leonard                  |                                                                                                   | Marina SUA în Războiul din Pacific |
| Germania Nazistă           |                                     | Stukas                                                          | Karl Ritter                        | Carl Raddatz                                                                                      | Bombardier german Stuka |
| Statele Unite              |                                     | They Raid by Night                                              | Spencer Gordon Bennet              |                                                                                                   | Raiduri comando în Norvegia ocupată |
| Italia                     |                                     | I tre aquilotti (I 3 aquilotti)                                 | Mario Mattoli                      |                                                                                                   | Trei tineri piloți ai Regia Aeronautica |
| Statele Unite              | A fi sau a nu fi                    | To Be Or Not To Be                                              | Ernst Lubitsch                     |                                                                                                   | Varșovia ocupată și escadrila aeriană poloneză la Londra |
| Statele Unite              | La țărmurile din Tripoli            | To the Shores of Tripoli                                        | H. Bruce Humberstone               | Viața la baza de antrenament maritim din San Diego în ajunul atacului japonez de la Pearl Harbor. | |
| Japonia                    |                                     | Tsubasa no gaika (翼の凱歌)                                     | Satsuo Yamamoto                    |                                                                                                   | Doi tineri japonezi devin piloți ai Serviciului Aerian al Armatei                                                                                                   |
| Germania Nazistă           |                                     | Zwei in einer großen Stadt                                      | Volker von Collande                |                                                                                                   | Pilot Luftwaffe se întâlnește cu o asistentă în timpul concediului la Berlin                                                                                        |
| Statele Unite              | Insula Wake (film)Insula Wake       | Wake Island                                                     | John Farrow                        |                                                                                                   | Bătălia de la Insula Wake |
| Japonia                    |                                     | Hawai Marē oki kaisen (ハワイまれ沖回線)                        | Kajiro Yamamoto                    |                                                                                                   | Atacul de la Pearl Harbor și campania din Malaya |
| Regatul Unit               |                                     | Went the Day Well?                                              | Alberto Cavalcanti                 |                                                                                                   | Invazia fictivă germană a Angliei (vezi și Operațiunea Leul de Mare)                                                                                                |
| Statele Unite              | Un yankeu în Libia                  | A Yank in Libya                                                 | Albert Herman                      |                                                                                                   | Un jurnalist demască naziștii care încearcă să declanșeze o revoltă arabă în Africa de Nord                                                                         |
| Statele Unite              | Un yankeu pe drumul Burma Road      | A Yank on the Burma Road                                        | George B. Seitz                    |                                                                                                   | Drumul Burma |
| Statele Unite              |                                     | Yankee Doodle Dandy                                             | Michael Curtiz                     |                                                                                                   | George M. Cohan |
| Uniunea Sovietică          | Flăcăul din orașul nostru           | Paren iz nașego goroda                                          | Aleksandr Stolper                  |                                                                                                   | Lupte cu tancuri în Marele Război de apărare a Patriei |

## 1943
| Țara                | Titlul original                                                                                   | Titlul românesc                    | Regizor                                                      | Bătălii, campanii, evenimente descrise |
| ------------------- | ------------------------------------------------------------------------------------------------- | ---------------------------------- | ------------------------------------------------------------ | --- |
| Statele Unite       | Above Suspicion                                                                                   |                                    | Richard Thorpe                                               | Spioni în luna de miere îi spionează pe naziști |
| Statele Unite       | Action in the North Atlantic                                                                      | Acțiune în Atlanticul de Nord      | Lloyd Bacon                                                  | Bătălia Atlanticului |
| Regatul Unit        | The Adventures of Tartu (Sabotage Agent)                                                          |                                    | Harold S. Bucquet                                            | Spionul britanic care se prezintă drept ofițer român al Gărzii de Fier ajută partizanii cehi |
| Statele Unite       | Aerial Gunner                                                                                     | Mitralior aerian                   | William H. Pine                                              | Bombardiere B-17 din Pacific |
| Statele Unite       | Air Force                                                                                         |                                    | Howard Hawks                                                 | Bombardiere B-17 în Campania din Filipine (1941-1942) |
| Japonia             | Tekki raishū (敵機空襲) (The Air Raid by Enemy Aircraft)                                          |                                    | Hiromasa Nomura                                              | Război aerian deasupra Japoniei |
| Statele Unite       | Air Raid Wardens                                                                                  | Gardieni de apărare civilă         | Edward Sedgwick                                              | Stan și Bran încearcă să oprească spionii naziști din SUA |
| Japonia             | Shingapōru sōkōgeki (シンガポール総攻撃) (All-out Attack on Singapore)                            |                                    | Koji Shima                                                   | Cucerirea japoneză a Singaporelui |
| Statele Unite       | Background to Danger                                                                              | Fundal al pericolului              | Raoul Walsh                                                  | Intrigi care implică naziști în Turcia neutră |
| Statele Unite       | Bataan                                                                                            | Bataan                             | Tay Garnett                                                  | Bătălia de la Bataan, Filipine |
| Statele Unite       | Behind the Rising Sun                                                                             | După soarele răsare                | Edward Dmytryk                                               | În Japonia, străinii și prietenii lor japonezi sunt prinși în valul în creștere al militarismului. |
| Regatul Unit        | The Bells Go Down                                                                                 |                                    | Basil Dearden                                                | Serviciul de pompieri auxiliar în timpul the Blitz |
| Statele Unite       | Bombardier                                                                                        | Bombardier                         | Richard Wallace                                              | Echipajul bombardierului B-17 în Pacific |
| Statele Unite       | Bomber's Moon                                                                                     |                                    | Edward Ludwig, Harold D. Schuster                            | |
| Statele Unite       | Bombs Over Burma                                                                                  |                                    | Joseph H. Lewis                                              | O fată chineză își riscă viața într-o misiune de spionaj împotriva japonezilor. |
| Statele Unite       | The Boy from Stalingrad                                                                           |                                    | Sidney Salkow                                                | Copiii ruși pe câmpuri, culegând cereale, se trezesc în calea armatei germane invadatoare care se îndreaptă spre Stalingrad.                                                                              |
| Statele Unite       | Chetniks! The Fighting Guerrillas                                                                 |                                    | Louis King                                                   | Trupele germane invadează Iugoslavia la 6 aprilie 1941. Cetnici – gherilele iugoslave conduse de generalul Draza Mihailovici                                                                              |
| Statele Unite       | China                                                                                             |                                    | John Farrow                                                  | În timpul invaziei japoneze din China, un profitor cinic și macho se întâlnește cu un profesor plin de compasiune.                                                                                        |
| Statele Unite       | Corregidor                                                                                        |                                    | William Nigh                                                 | Bătălia de la Corregidor, Filipine |
| Statele Unite       | Corvette K-225                                                                                    | Corveta K-225                      | Richard Rosson, Howard Hawks                                 | Bătălia Atlanticului, corvetă RCN |
| Statele Unite       | Crash Dive                                                                                        | Rechinii de otel                   | Archie Mayo                                                  | Submarin USN în Atlanticul de Nord. Un locotenent și comandantul său se îndrăgostesc de aceeași fată. |
| Nazi Germany        | Besatzung Dora (The Crew of the Dora)                                                             |                                    | Karl Ritter                                                  | Echipajul unui Ju 88 este forțat să aterizeze în deșert și este salvat de un SM.79 italian |
| Statele Unite       | The Cross of Lorraine                                                                             |                                    | Tay Garnett                                                  | Rezistența franceză |
| Statele Unite       | Cry 'Havoc'                                                                                       | Strigă 'prăpăd'                    | Richard Thorpe                                               | Dramă bazată pe piesa lui Allan Kenward. Asistentele din Bataan lucrează cu civili în timpul bătăliei din Filipine                                                                                        |
| Statele Unite       | Destination Tokyo                                                                                 | Destinația Tokio                   | Delmer Daves                                                 | Patrula submarină USN pentru Raidul Doolittle |
| Statele Unite       | Destroyer                                                                                         | Distrugătorul                      | William A. Seiter                                            | Povestea fictivă a distrugătorului USS „John Paul Jones” de la punerea sa în funcțiune |
| Statele Unite       | Edge of Darkness                                                                                  | Marginea întunericului             | Lewis Milestone                                              | Rezistența norvegiană |
| Coreea              | Wakaki sugata (若き姿) Chŏlmŭn mosŭp (젊은 모습) (Figure of Youth)                                |                                    | Shirō Toyoda                                                 | Voluntari coreeni în armata japoneză |
| Regatul Unit        | Fires Were Started (I Was a Fireman)                                                              |                                    | Humphrey Jennings                                            | Documentar. Pompierii în timpul the Blitz |
| Statele Unite       | First Comes Courage                                                                               | Pe primul loc este curajul         | Dorothy Arzner                                               | Rezistența norvegiană |
| Statele Unite       | Five Graves to Cairo                                                                              | Cinci morminte până la Cairo       | Billy Wilder                                                 | Dramă de spionaj plasată după căderea orașului Tobruk în Campania din Africa de Nord, care prezintă interacțiunile unui soldat englez cu Erwin Rommel                                                     |
| Regatul Unit        | The Flemish Farm                                                                                  |                                    | Jeffrey Dell                                                 | Raiduri de comando în Belgia ocupată |
| Statele Unite       | Gangway for Tomorrow                                                                              |                                    | John H. Auer                                                 | Film de antologie. Cinci segmente despre muncitorii americani din apărare în drum spre muncă la fabrica de muniții                                                                                        |
| Statele Unite       | Ghosts on the Loose                                                                               |                                    | William Beaudine                                             | Sora proaspăt căsătorită a lui Glimpy și soțul ei cumpără o casă lângă un cuib de spioni naziști, dar East Side dejucă planul malefic al naziștilor                                                       |
| Statele Unite       | G-Men vs the Black Dragon (serial)                                                                |                                    | Spencer Gordon Bennet, William Witney, William J. O'Sullivan | |
| Germania Nazistă    | Die goldene Spinne (The Golden Spider)                                                            |                                    | Erich Engels                                                 | Spionii sovietici încearcă să descopere secretele unui nou tanc german |
| Statele Unite       | Guadalcanal Diary                                                                                 | Jurnal de Guadalcanal              | Lewis Seiler                                                 | Pușcași marini americani în Campania din Guadalcanal |
| Statele Unite       | Gung Ho!: The Story of Carlson's Makin Island Raiders                                             | Gung Ho                            | Ray Enright                                                  | Marine Raiders în Oceanul Pacific Central |
| Statele Unite       | Hangmen Also Die!                                                                                 | Călăii deasemenea mor!             | Fritz Lang                                                   | Operațiunea Anthropoid, asasinarea lui Reinhard Heydrich de către rezistența cehă |
| RSS Gruzină         | Is kidev dabrundeba (Georgian please) On eshchyo vernyotsa (Он ещё вернётся) (He Would Come Back) |                                    | Diomide Antadze, Nikoloz Shengelaia                          | Sat din Kakheti și Bătălia pentru Caucaz |
| Statele Unite       | Hitler's Madman (Hitler's Hangman)                                                                | Nebunul lui Hitler                 | Douglas Sirk                                                 | Operațiunea Anthropoid, asasinarea lui Reinhard Heydrich de către rezistența cehă și răzbunarea germanilor                                                                                                |
| Statele Unite       | Immortal Sergeant                                                                                 | Sergentul nemuritor                | John M. Stahl                                                | Trupele britanice și canadiene în Campania Africii de Nord |
| Statele Unite       | Journey Into Fear                                                                                 | Călătorie în țara groazei          | Norman Foster, Orson Welles (nemenționat)                    | Dramă de spionaj bazată pe romanul lui Eric Ambler. Un inginer american, în Turcia neutră pentru a ajuta la modernizarea marinei turce, care este vizată de agenții naziști                               |
| Italia              | Lettere al sottotenente (Letters to the Second Lieutenant)                                        |                                    | Goffredo Alessandrini                                        | Comedie. O fată îi scrie scrisori unui tânăr ofițer, dar nu vrea să-l cunoască pentru că se simte urâtă                                                                                                   |
| Regatul Unit        | The Life and Death of Colonel Blimp                                                               | Viața și moartea Colonelului Blimp | Michael Powell, Emeric Pressburger                           | Home Guard |
| Japonia             | Jūkei kara kita otoko (重慶から来た男) (The Man from Chungking)                                   |                                    | Hiroyuki Yamamoto                                            | Agenții inamici încearcă să saboteze producția de război japonez |
| Italia              | L'uomo della croce (The Man with a Cross)                                                         |                                    | Roberto Rossellini                                           | Un capelan din Corpul expediționar italian în Rusia |
| Italia              | Quelli della montagna (Men of the Mountain)                                                       |                                    | Aldo Vergano                                                 | Infanterie italiană Alpini în Franța |
| Regatul Unit        | Millions Like Us                                                                                  |                                    | Frank Launder, Sidney Gilliat                                | Frontul de acasă |
| Statele Unite       | Minesweeper                                                                                       | Dragor de mine                     | William Berke                                                | [ 44 ] |
| Statele Unite       | Mission to Moscow                                                                                 | Misiune la Moscova                 | Michael Curtiz                                               | Film biografic al ambasadorului Joseph E. Davies. |
| Statele Unite       | The Moon Is Down                                                                                  | Luna e joasă                       | Irving Pichel                                                | Rezistența norvegiană |
| Statele Unite       | The More the Merrier                                                                              |                                    | George Stevens                                               | Comedie. Frontul intern american |
| Japonia             | Kaigun (海軍) (Navy)                                                                              |                                    | Tomotaka Tasaka                                              | Submarine japoneze în Atacul de la Pearl Harbor |
| Statele Unite       | Night Plane from Chungking                                                                        |                                    | Ralph Murphy                                                 | Fără lumini și pe o ploaie puternică, un autobuz se mișcă greu de-a lungul drumului noroios Assam, de la Chungking la granița cu India.                                                                   |
| Statele Unite       | Northern Pursuit                                                                                  | Urmărire nordică                   | Raoul Walsh                                                  | Royal Canadian Mounted Police descoperă complotul nazist împotriva efortului de război aliat de a paraliza transportul transatlantic de materiale de război                                               |
| Statele Unite       | The North Star (Armored Attack)                                                                   | Steaua nordului                    | Lewis Milestone                                              | Război de gherilă pe Frontul de Est |
| Regimul de la Vichy | Forces occultes (Occult Forces)                                                                   |                                    | "Paul Riche"                                                 | Francmasonii lucrează cu evreii pentru a aduce Franța în război |
| Japonia             | Kaisen no zenya (开战前夜) (On the Eve of War)                                                    |                                    | Kōzaburō Yoshimura                                           | poliția militară Kempeitai se luptă cu spionii americani în Japonia |
| Japonia             | Aiki minami e tobu (愛機南へ飛ぶ) (Our Planes Fly South)                                          |                                    | Yasushi Sasaki                                               | Tânărul pilot al unui avion de recunoaștere este doborât, dar supraviețuiește |
| Italia              | Gente dell'aria (People of the Air)                                                               |                                    | Esodo Pratelli                                               | Doi frați devin piloți ai Regia Aeronautica |
| Statele Unite       | Pilot #5                                                                                          | Pilotul nr.5                       | George Sidney                                                | Bătălia din Marea Java |
| Statele Unite       | Rookies in Burma                                                                                  |                                    | Leslie Goodwins                                              | Campania din Birmania |
| Statele Unite       | Sahara                                                                                            | Frăția Saharei                     | Zoltan Korda                                                 | Trupele aliate în A doua bătălie de la El Alamein |
| Statele Unite       | Salute to the Marines                                                                             |                                    | S. Sylvan Simon                                              | Campania din Filipine (1941–1942) |
| Statele Unite       | Secret Service in Darkest Africa (serial)                                                         |                                    | Spencer Gordon Bennet                                        | Un agent secret american călătorește în Africa pentru a se infiltra într-un grup de spioni naziști. |
| Italia              | Spie tra le eliche (Spies Among the Propellers)                                                   |                                    | Ignazio Ferronetti                                           | Un detectiv italian descoperă agenți inamici care sabotează o fabrică de avioane de război |
| Statele Unite       | Sherlock Holmes in Washington                                                                     | Sherlock Holmes în Washington      | Roy William Neill                                            | Sherlock Holmes călătorește la Washington D.C. pentru a preveni ca un document secret care trebuie să fie predat celui de-al 78-lea Congres al Statelor Unite să cadă în mâinile naziștilor.              |
| Regatul Unit        | The Silver Fleet                                                                                  |                                    | Vernon Sewell, Gordon Wellesley                              | Rezistența olandeză |
| Statele Unite       | So Proudly We Hail!                                                                               |                                    | Mark Sandrich                                                | Infirmierele armatei și Bătălia din Filipine (1941-42) |
| Italia              | Inviati speciali (Special Correspondents)                                                         |                                    | Romolo Marcellini                                            | O jurnalistă italiană descoperă o agentă inamică în Războiul Civil Spaniol și apoi în Egipt |
| Coreea              | Chōsen Kaikyō (朝鮮海峡) Joseonhaehyeob (조선해협) (Straits of Chosun)                            |                                    | Ki-chae Park                                                 | Un coreean se oferă voluntar pentru a servi în armata japoneză |
| Statele Unite       | The Strange Death of Adolf Hitler                                                                 |                                    | James P. Hogan                                               | Un bărbat asemănător cu Adolf Hitler plănuiește prin asasinare preluarea identității sale |
| Japonia             | Bōrō no kesshitai (望楼の決死隊) (Suicide Squad at the Watchtower)                                |                                    | Tadashi Imai                                                 | Japonezii, coreenii și chinezii cooperează împotriva bandiților de pe râul Yalu |
| Statele Unite       | This Land Is Mine                                                                                 | Acesta este țara mea               | Jean Renoir                                                  | Rezistența franceză |
| Italia              | I trecento della Settima (The Three-hundred of the Seventh)                                       |                                    | Mario Baffico                                                | Alpini pe frontul grec |
| Statele Unite       | Thousands Cheer                                                                                   |                                    | George Sidney                                                | Comedie muzicală romantică. Soldat vrea să fie aviator |
| Statele Unite       | Three Russian Girls                                                                               |                                    | Henry S. Kesler, Fyodor Otsep                                | Frontul de Răsărit |
| Statele Unite       | Tiger Fangs                                                                                       |                                    | Sam Newfield                                                 | Thriller. Naziștii transformă tigrii din Malaya în mâncători de oameni. |
| Japonia             | Marai no Tora (マライの虎) (The Tiger of Malaya)                                                  |                                    | Koga Masato                                                  | Povestea agentului secret japonez Tani Yutaka, cunoscut sub numele de „Harimau” (cuvânt malayaez pentru „Tigru”)                                                                                          |
| Statele Unite       | Tonight We Raid Calais                                                                            | Noaptea asta bombardăm Calais      | John Brahm                                                   | Un comando britanic aterizează în Franța ocupată de naziști pentru a localiza o fabrică de muniție germană și pentru a marca ținta cu un far pentru bombardierele de noapte aliate trimise să o distrugă. |
| Japonia             | Kessen no ōzora e (決戦の大空へ) (Toward the Decisive Battle in the Sky)                          |                                    | Kunio Watanabe                                               | Antrenamentul tinerilor băieți în Yokaren, un program care furnizează noi piloți în Armata și Marina Japoniei                                                                                             |
| Italia              | Il treno crociato (The Train with the Cross)                                                      |                                    | Carlo Campogalliani                                          | Spital-tren italian pe Frontul Rus |
| Regatul Unit        | Undercover (Underground Guerrillas)                                                               |                                    | Sergei Nolbandov                                             | Gherile iugoslave în Serbia |
| Statele Unite       | Watch on the Rhine                                                                                |                                    | Herman Shumlin                                               | Agenții naziști îl urmăresc pe un luptător german pentru libertate și pe familia lui până la Washington                                                                                                   |
| Regatul Unit        | We Dive at Dawn                                                                                   | Plonjăm în zori                    | Anthony Asquith                                              | Război submarin în timpul Bătăliei Atlanticului |
| Statele Unite       | We've Never Been Licked (Texas to Tokyo / Fighting Command)                                       |                                    | John Rawlins                                                 | Spioni japonezi la Texas A&M University |
| Statele Unite       | Wings Over the Pacific                                                                            |                                    | Phil Rosen                                                   | Pilot Luftwaffe și USAAF se întâlnesc în Pacificul de Sud |

## 1944
| Țara              | Titlul original                                                                                                 | Titlul românesc                        | Regizor                          | Bătălii, campanii, evenimente descrise |
| ----------------- | --- | -------------------------------------- | -------------------------------- | --- |
| Statele Unite     | Action in Arabia                                                                                                | Acțiune în Arabia                      | Léonide Moguy                    | Intriga care implică naziști în Damasc, Republica Siria |
| Statele Unite     | Address Unknown                                                                                                 |                                        | William Cameron Menzies          | Germano-american se întoarce în Germania cu familia sa și devine nazist, întrerupând contactul cu prietenul său evreu din America. |
| Italia            | Aeroporto (Air Base)                                                                                            |                                        | Piero Costa                      | Aviatorii italieni care zboară pentru Regia Aeronautica în vara lui 1943 și apoi, după armistițiu, pentru Aeronautica Nazionale Repubblicana (Forța Aeriană Republicană Națională)                                                                                   |
| Japonia           | Raigekitai shutsudo (来撃退しゅつど) (Battle Troop)                                                             |                                        | Kajirō Yamamoto                  | Escadrilă de bombardiere torpiloare în război |
| Regatul Unit      | Bees in Paradise                                                                                                |                                        | Val Guest                        | Comedie muzicală. Un bombardier aliat se prăbușește pe o misterioasă insulă din Atlantic |
| Japonia           | Kato hayabusa sento-tai (過渡ハヤブサ線と歌い) (Colonel Kato's Falcon Squadron; Colonel Kato's Flying Squadron) |                                        | Kajiro Yamamoto                  | |
| Statele Unite     | The Conspirators                                                                                                | Conspiratorii                          | Jean Negulesco                   | Dramă de spionaj. În Portugalia neutră, un luptător al rezistenței olandeze încearcă să ajungă în Anglia în timp ce evită spionii naziști și polițiștii portughezi.                                                                                                  |
| Japonia           | Nichijō no tatakai (日常の戦い) (The Daily Battle)                                                              |                                        | Yasujirō Shimazu                 | Profesor japonez de limba engleză servește ca interpret al armatei în Asia de Sud-Est |
| Filipine          | Liwayway ng kalayaan Ano hata o ute (あの旗を撃て) (Dawn of Freedom) (Fire on That Flag!)                       |                                        | Gerardo de León, Yutaka Abe      | Relațiile dintre Japonia și Filipine în timpul ocupării japoneze a Filipinelor |
| Statele Unite     | Days of Glory                                                                                                   |                                        | Jacques Tourneur                 | Despre partizanii sovietici. |
| Japonia           | Kessen (決戦) (The Decisive Battle)                                                                             |                                        | Kōzaburō Yoshimura               | Producția de război japoneză |
| Germania Nazistă  | Die Degenhardts                                                                                                 |                                        | Werner Klingler                  | Bombardamentele de la Lübeck, 28 martie 1942 |
| Statele Unite     | Dragon Seed | Sămânța dragonului                     | Harold S. Bucquet, Jack Conway   | Al Doilea Război Sino-Japonez |
| Argentina         | El Fin de la noche                                                                                              |                                        | Libertad Lamarque Homero Cárpena | O cântăreață argentiniană de tango din Franța ocupată se implică romantic cu un membru al Rezistenței |
| Statele Unite     | The Eve of St. Mark                                                                                             | Ajunul zilei de Sfântul Mark           | John M. Stahl                    | Campanie din Filipine |
| Italia            | Ogni giorno è domenica                                                                                          |                                        | Mario Baffico                    | Un soldat italian este rănit pe frontul grec și i se amputează piciorul, dar când se întoarce acasă prietena lui încă îl iubește |
| Suedia            | Excellensen |                                        | Hasse Ekman                      | Poet austriac se opune nazismului și, prin urmare, este închis într-un lagăr de concentrare |
| Japonia           | Yasen gungakutai (野戦軍楽隊) (Field Army Band)                                                                 |                                        | Masahiro Makino                  | Ansamblu muzical al Armatei Imperiale Japoneze într-un sat chinezesc ocupat |
| Statele Unite     | The Fighting Seabees                                                                                            | Batalioanele combatante de construcții | Edward Ludwig                    | Batalioanele de construcții navale ale Statelor Unite (Seabee) în războiul din Pacific |
| Statele Unite     | The Fighting Sullivans (The Sullivans)                                                                          |                                        | Lloyd Bacon                      | Frații Sullivan |
| Statele Unite     | Four Jills in a Jeep                                                                                            |                                        | William A. Seiter                | Vedetele feminine ale spectacolelor USO. |
| Statele Unite     | Going My Way | Pe drumul meu sau Merg pe drumul meu   | Leo McCarey                      | Ted Haines Jr. se luptă în Africa |
| Statele Unite     | Hail the Conquering Hero                                                                                        |                                        | Preston Sturges                  | Comedie. Woodrow este un civil cu externare medicală care se împrietenește cu pușcașii marinii |
| Japonia           | Neppū (熱風) |                                        | Satsuo Yamamoto                  | Producție de război într-o turnătorie de oțel din Japonia |
| Statele Unite     | The Hour Before the Dawn                                                                                        |                                        | Frank Tuttle                     | Dramă bazată pe roman de W. Somerset Maugham. Refugiatul austriac este un spion nazist care se pregătește pentru invazia germană în Anglia |
| Japonia           | Nikudan teishintai (肉弾挺身隊) (The Human Bullet Volunteer Corps)                                              |                                        | Shigeo Tanaka                    | Campania din Guadalcanal |
| Statele Unite     | L'Imposteur | Impostorul                             | Julien Duvivier                  | Ucigaș francez condamnat evadează și se alătură francezilor liberi în Cad |
| Statele Unite     | In the Meantime, Darling                                                                                        |                                        | Otto Preminger                   | Locuințe militare din Statele Unite |
| Suedia            | Den osynliga muren (The Invisible Wall)                                                                         |                                        | Gustaf Molander                  | Într-o țară fără nume ocupată de naziști, o fată este implicată indirect într-un atac terorist și îi ajută pe evrei să scape |
| Uniunea Sovietică | Jurgais pari (ჯურღაის ფარი) (Щит Джургая)                                                                       |                                        | Siko Dolidze, Davit Rondeli      | |
| Statele Unite     | Ladies Courageous                                                                                               |                                        | John Rawlins                     | Women's Auxiliary Ferrying Squadron |
| Statele Unite     | Lifeboat | Barca de salvare                       | Alfred Hitchcock                 | Drama. Supraviețuitori în derivă în Bătălia Atlanticului |
| Suedia            | Lev farligt (Live Dangerously)                                                                                  |                                        | Lauritz Falk                     | Mișcarea de rezistență norvegiană |
| Uniunea Sovietică | Malakhov kurgan (Малахов курган)                                                                                |                                        | Iosif Kheifits, Aleksandr Zarkhi | Bătălia de la Sevastopol |
| Statele Unite     | Marine Raiders                                                                                                  |                                        | Harold D. Schuster               | Bătălia de la Edson's Ridge, Campania din Guadalcanal |
| Statele Unite     | Marriage Is a Private Affair                                                                                    |                                        | Robert Z. Leonard                | |
| Statele Unite     | The Master Race                                                                                                 |                                        | Herbert J. Biberman              | Un agent nazist se infiltrează într-un oraș belgian recent eliberat. Scopul lui este să-i întoarcă pe locuitori împotriva aliaților. |
| Statele Unite     | The Miracle of Morgan's Creek                                                                                   |                                        | Preston Sturges                  | Comedie despre o petrecere de rămas bun. O fată dintr-un oraș mic, se trezește căsătorită și însărcinată, dar fără amintiri despre identitatea soțului ei. |
| Japonia           | Suihei-san (水兵さん) (Mr. Sailor)                                                                              |                                        | Kenkichi Hara                    | |
| Coreea            | Heitai-san (兵隊さん) Byeongjeongnim (병정님) (Mr. Soldier)                                                     |                                        | Han-jun Bang                     | Tineri coreeni recrutați în armata japoneză |
| Statele Unite     | Mr. Winkle Goes to War                                                                                          |                                        | Alfred E. Green                  | Bătălie din Pacificul de Sud |
| Japonia           | Ichiban utsukushiku (一番美しく) (The Most Beautiful)                                                           |                                        | Akira Kurosawa                   | Muncitoare japoneze într-o fabrică de producție de război |
| Statele Unite     | The Navy Way |                                        | William A. Berke                 | Experiențele unui grup disparat de tineri în timp ce își croiesc drum prin tabăra de pregătire a Marinei. |
| Statele Unite     | Passage to Marseille                                                                                            | Pasaj spre Marsilia                    | Michael Curtiz                   | Cinci condamnați patrioti sunt ajutați să scape din închisoare de pe Insula Diavolului pentru a putea lupta pentru forțele franceze libere ocupate împotriva naziștilor.                                                                                             |
| Statele Unite     | Passport to Destiny                                                                                             |                                        | Ray McCarey                      | O femeie de servici călătorește din Anglia în Germania pentru a-l asasina pe Hitler |
| Statele Unite     | The Purple Heart                                                                                                | Inima purpurie                         | Lewis Milestone                  | Povestea echipajului unui bombardier doborât în Raidul Doolittle, capturat la începutul războiului. Relatează greutățile pe care oamenii le îndură în timp ce sunt în captivitate și umilirea lor finală: judecata și condamnarea lor ca criminali de război.        |
| Uniunea Sovietică | Raduga (Радуга) (Rainbow)                                                                                       | Curcubeul                              | Mark Donskoy                     | După roman de Wanda Wasilewska. |
| Australia         | The Rats of Tobruk (The Fighting Rats of Tobruk)                                                                |                                        | Charles Chauvel                  | Siege of Tobruk |
| Statele Unite     | Rosie the Riveter                                                                                               |                                        | Joseph Santley                   | Musical. |
| Japonia           | Santarō gambaru (三太郎頑張る)                                                                                  |                                        | Hiromasa Nomura                  | Santarō, un băiat japonez, lucrează într-o fabrică care produce avioane de luptă Zero |
| Statele Unite     | See Here, Private Hargrove                                                                                      | Ascultă aici, soldat Hargrove          | Wesley Ruggles                   | Comedie bazată pe cartea lui Marion Hargrove. Antrenamentul armatei americane la Fort Bragg, Carolina de Nord |
| Statele Unite     | Sergeant Mike                                                                                                   |                                        | Henry Levin                      | Dresor de câini în Războiul din Pacific |
| Statele Unite     | Since You Went Away                                                                                             |                                        | John Cromwell                    | Frontul intern |
| Japonia           | Fuchinkan gekichin (不沈艦撃沈)                                                                                 |                                        | Masahiro Makino                  | Lucrătorii japonezi într-o fabrică își măresc producția de torpile aeriene pentru Marina Japoneză după scufundarea navei Prince of Wales |
| Statele Unite     | Song of Russia                                                                                                  | Cântecul Rusiei                        | Gregory Ratoff                   | Film de propagandă, conceput pentru a crește gradul de conștientizare a publicului american cu privire la lupta URSS împotriva Germaniei naziste. |
| Statele Unite     | The Story of Dr. Wassell                                                                                        | Povestea doctorului Wassell            | Cecil B. DeMille                 | Doctor al Marinei în Bătălia de la Java |
| Italia            | Caposaldo |                                        | Andrea Miano                     | Soldații italieni și germani ai Grupului de Armate Liguria care luptă împotriva partizanilor |
| Statele Unite     | Sunday Dinner for a Soldier                                                                                     |                                        | Lloyd Bacon                      | Drama. Frontul intern |
| Statele Unite     | Tampico |                                        | Lothar Mendes                    | O femeie care a supraviețuit unui atac al unui submarin german [U-boat]] se căsătorește cu comandantul navei comerciale americane care a salvat-o, dar este suspectată că este un spion nazist care trimite naziștilor date secrete despre mișcările navelor aliate. |
| Statele Unite     | Thirty Seconds Over Tokyo                                                                                       | Treizeci de secunde peste Tokyo        | Mervyn LeRoy                     | Raidul Doolittle |
| Statele Unite     | Till We Meet Again                                                                                              |                                        | Frank Borzage                    | |
| Statele Unite     | To Have and Have Not                                                                                            | A avea sau a nu avea                   | Howard Hawks                     | Expatriatul american Harry Morgan ajută la transportul unui lider al Rezistenței Franceze și a frumoasei sale soții în Martinica. |
| Statele Unite     | Two-Man Submarine                                                                                               |                                        | Lew Landers                      | Cercetători medicali găsesc mucegai pe o insulă îndepărtată din Pacificul de Sud și dezvoltă penicilină în laboratorul lor secret. |
| Regatul Unit      | 2,000 Women (Two Thousand Women / House of 1,000 Women)                                                         |                                        | Frank Launder                    | Lagăre de internare pentru femei britanice din Franța ocupată |
| Statele Unite     | U-Boat Prisoner (Dangerous Mists)                                                                               |                                        | Lew Landers                      | Marinar salvat considerat agent german în mijlocul războiului submarin |
| Statele Unite     | Uncertain Glory                                                                                                 | Glorie incertă                         | Raoul Walsh                      | Ucigaș francez condamnat evadează și ajută Rezistența |
| Statele Unite     | Waterfront |                                        | Steve Sekely                     | Un spion nazist se preface drept optometrist în districtul de pe malul apei din San Francisco. |
| Regatul Unit      | The Way Ahead (The Immortal Battalion)                                                                          | Calea înainte                          | Carol Reed                       | Recruții sunt antrenați și luptă în Campania din Africa de Nord |
| Statele Unite     | The White Cliffs of Dover                                                                                       |                                        | Clarence Brown                   | |
| Italia Romania    | Escadrila albă                                                                                                  | Escadrila albă, Squadriglia bianca     | Ion Sava                         | Forțele Aeriene Regale Române - escadrilă de avioane spital pilotate doar de femei |
| Statele Unite     | Wing and a Prayer (The Story of Carrier X)                                                                      |                                        | Henry Hathaway                   | Bătălia de la Midway |
| Statele Unite     | Winged Victory                                                                                                  | Victoria înaripată                     | George Cukor                     | Antrenamentul USAAF |
| Germania Nazistă  | Junge Adler (Young Eagles)                                                                                      |                                        | Alfred Weidenmann                | Tânăr băiat într-o fabrică de avioane de război |

## 1945
| Țara             | Titlul original                                                            | Titlul românesc              | Regizor                        | Bătălii, campanii, evenimente descrise |
| ---------------- | -------------------------------------------------------------------------- | ---------------------------- | ------------------------------ | --- |
| Statele Unite    | Back to Bataan                                                             | Înapoi în Bataan             | Edward Dmytryk                 | Raidul de la Cabanatuan, Bătălia de la Bataan, război de gherilă în Filipine, Bătălia din Golful Leyte                                                                                |
| Japonia          | Ato ni tsuzuku o shinzu (後に続くを信ず) (Believe That Others Will Follow) |                              | Kunio Watanabe                 | Acțiunile comandantului companiei Tōichi Wakabayashi în China, Singapore și Guadalcanal                                                                                               |
| Statele Unite    | Blood on the Sun                                                           |                              | Frank Lloyd                    | Jurnalist persecutat de guvernul militarist japonez |
| British India    | Burma Rani (Queen of Burma)                                                |                              | T. R. Sundaram                 | Un grup de spionaj indian în Birmania ocupată de japonezi |
| Statele Unite    | China's Little Devils                                                      |                              | Monta Bell                     | Un grup de copii chinezi îi ajută pe piloții americani căzuți să scape de Japonezi |
| Statele Unite    | Christmas in Connecticut                                                   | Crăciun în Connecticut       | Peter Godfrey                  | Comedie. O ziaristă care s-a dat gospodina perfectă organizează un banchet de întoarcere acasă pentru un erou de război.                                                              |
| Statele Unite    | Cornered                                                                   | Încolțit                     | Edward Dmytryk                 | Foști naziști în Argentina. Aviatorul canadian Laurence Gerard află că soția sa a fost ucisă de un colaborator francez. Căutarea lui pentru dreptate îl duce în Elveția și Argentina. |
| Statele Unite    | Counter-Attack                                                             | Contra-atac                  | Zoltan Korda                   | Frontul de Răsărit. Un grup de soldați germani și o echipă de luptători sovietici prinși împreună în subsolul unei clădiri rusești bombardate.                                        |
| Mexic            | Escuadrón 201                                                              |                              | Jaime Salvador                 | Escadrila 201 de avioane din Forțele Aeriene Expediționare Mexicane în Bătălia de la Luzon și Campania din Filipine                                                                   |
| Statele Unite    | First Yank Into Tokyo                                                      |                              | Gordon Douglas                 | Agent american trebuie să salveze un om de știință care deține secrete valoroase despre bomba atomică.                                                                                |
| Japonia          | Otome no iru kichi (乙女のゐる基地) (Girls of the Air Base)                |                              | Yasushi Sasaki                 | Fete lucrează ca mecanici într-o bază aeriană Kamikaze. |
| Statele Unite    | God Is My Co-Pilot                                                         | Dumnezeu este co-pilotul meu | Robert Florey                  | Dramă după cartea lui Robert Lee Scott, Jr.; Flying Tigers - Primul grup american de voluntari al forțelor aeriene ale Republicii Chineze                                             |
| Statele Unite    | The House on 92nd Street                                                   | Casa din strada 92           | Henry Hathaway                 | Documentar. Grupul de spionaj Duquesne |
| Danemarca        | Den usynlige hær (The Invisible Army)                                      |                              | Johan Jacobsen                 | Rezistența daneză |
| Statele Unite    | Keep Your Powder Dry                                                       |                              | Edward Buzzell                 | Women's Army Corps (Corpul auxiliar al armatei femeilor) |
| Elveția          | Die letzte Chance                                                          |                              | Leopold Lindtberg              | Evadând din trenul-închisoare nazist din Italia, un soldat american și un britanic se îndreaptă spre Elveția                                                                          |
| Japonia          | Saigo no kikyō (最後の桔梗)                                                |                              | Shigeo Tanaka Misao Yoshimura  | Kamikaze |
| Germania Nazistă | Das Leben geht weiter                                                      |                              | Wolfgang Liebeneiner           | Frontul intern german. Rachetele V-2 vor inversa valul războiului în favoarea Germaniei r                                                                                             |
| Coreea           | Ai to chikai (愛と誓ひ) Sarang kwa maengsŏ (사랑과 맹서)                   |                              | Tadashi Imai In-kyu Ch'oe      | Orfan coreean care trăiește cu părinți japonezi voluntari într-o unitate Kamikaze. |
| Japonia          | Momotaro no koumi no senshi (百田炉の香味の戦士)                           |                              | Mitsuyo Seo                    | Anime. Erou popular japonez și prieteni ai animalelor alungă soldații britanici de pe o insulă                                                                                        |
| Statele Unite    | Objective, Burma!                                                          | Obiectiv, Birmania!          | Raoul Walsh                    | Campania din Birmania |
| Statele Unite    | Out of the Depths                                                          |                              | D. Ross Lederman               | Rezistența japoneză fictivă în timpul ceremoniei de capitulare atacă submarinul USS Missouri⁠(en)[traduceți]                                                                           |
| Statele Unite    | Pride of the Marines                                                       | Mândria pușcașilor marini    | Delmer Daves                   | Campania din Guadalcanal și lăsarea la vatră a unui soldat orb |
| Statele Unite    | Prison Ship                                                                | Nava închisoare              | Arthur Dreifuss                | Revolta prizonierilor de război americani la bordul unei nave japoneze |
| Danemarca        | De røde enge                                                               | Pământ însângerat            | Bodil Ipsen, Lau Lauritzen Jr. | Tânăr sabotor danez |
| Italia           | Roma città aperta                                                          | Roma, oraș deschis           | Roberto Rossellini             | Rezistența italiană în Roma ocupată de germani |
| Statele Unite    | Samurai                                                                    | Samurai                      | Raymond Cannon                 | Spion japonez în California |
| Italia           | Il canto della vita]                                                       |                              | Carmine Gallone                | Partizan italian care se ascunde în mediul rural |
| Japonia          | Kanchō Umi no bara (間諜海の薔薇)                                          |                              | Teinosuke Kinugasa             | Kempeitai descoperă un grup de spionaj american și ajută la scufundarea submarinului-spion inamic „Trandafirul Mării”                                                                 |
| Statele Unite    | The Story of GI Joe                                                        | Story of G.I. Joe            | William A. Wellman             | Jurnalistul Ernie Pyle cu Compania C, a 18-a Infanterie în Campania din Africa de Nord și Bătălia de la Monte Cassino]                                                                |
| Statele Unite    | They Were Expendable                                                       |                              | John Ford                      | Bărci PT cu motor în Campania din Filipine (1941-42) |
| Statele Unite    | This Man's Navy                                                            |                              | William A. Wellman             | Aventură. Dirijabile ale Marinei SUA |
| Italia           | La casa senza tempo                                                        |                              | Andrea Forzano                 | Spionii inamici încearcă să fure planurile unui nou avion |
| Statele Unite    | Too Young to Know                                                          |                              | Frederick De Cordova           | Războiul din Pacificul de Sud separă un cuplu de tineri |
| Italia           | Due lettere anonime                                                        |                              | Mario Camerini                 | Rezistența italiană și colaborarea în Roma ocupată de germani |
| Statele Unite    | A Walk in the Sun                                                          | O plimbare la soare          | Lewis Milestone                | Invazia de la Salerno |
| Regatul Unit     | The Way to the Stars                                                       | Calea spre stele             | Anthony Asquith                | Echipaje de bombardiere RAF și USAAF staționate în Anglia |
| Statele Unite    | What Next, Corporal Hargrove?                                              |                              | Richard Thorpe                 | Comedie. Ultimele aventuri ale soldatului Hargrove în Europa |

## 1946
| Țara                         | Titlul original                                                 | Titlul românesc                          | Regizor                              | Bătălii, campanii, evenimente descrise |
| ---------------------------- | --------------------------------------------------------------- | ---------------------------------------- | ------------------------------------ | --- |
| Franța                       | La Bataille du rail                                             | Luptătorii din umbră sau Bătălia șinelor | René Clément                         | Rezistența pe căile ferate franceze |
| Italia                       | Avanti a lui tutta Roma tremava                                 | Avanti a lui tutta Roma tremava          | Carmine Gallone                      | Rezistența italiană în Roma ocupată de germani |
| Statele Unite                | The Best Years of Our Lives                                     | Cei mai frumoși ani ai vieții noastre    | William Wyler                        | Premiul Oscar pentru cel mai bun film. Prezintă militari americani care se zbat să revină la viața civilă după război                                   |
| Regatul Unit                 | The Captive Heart                                               | Inima captivă                            | Basil Dearden                        | Prizonierii de război britanici în Germania |
| Italia                       | Un giorno nella vita                                            |                                          | Alessandro Blasetti                  | Un grup de partizani italieni caută refugiu într-o mănăstire închisă.                                                                                   |
| Filipine                     | Death March                                                     |                                          | Leopoldo Salcedo                     | Marșul morții din Bataan, transferul forțat de către armata imperială japoneză a între 60.000 și 80.000 de prizonieri de război americani și filipinezi |
| Polonia                      | Zakazane piosenki                                               |                                          | Leonard Buczkowski                   | Muzical. Rezistența poloneză 1939–1945 |
| Filipine                     | Garrison 13                                                     |                                          | Gregorio Fernandez                   | Crime de război comise de Armata Imperială Japoneză în Filipine                                                                                         |
| Filipine                     | Orasang ginto                                                   |                                          | Manuel Conde                         | Bătălia de la Bataan și Bătălia de la Corregidor |
| Polonia Italia               | Wielka droga                                                    |                                          | Michał Waszyński                     | Campania poloneză din 1939, Rusia, Africa, Italia, 1944                                                                                                 |
| Filipine                     | Guerilyera                                                      |                                          | Octavio Silos                        | Mișcarea de gherilă în Filipine în timpul ocupației japoneze a Filipinelor                                                                              |
| Cehoslovacia                 | Hrdinové mlčí                                                   |                                          | Miroslav Cikán                       | Rezistența partizanilor cehi |
| Filipine                     | Dugo at bayan (I remember Bataan)                               |                                          | Fernando Poe, Sr.                    | Rezistența filipineză |
| Uniunea Sovietică Iugoslavia | V gorach Yugoslavii (В горах Югославии) U planinama Jugoslavije |                                          | Abram Room                           | partizanii iugoslavi; Draza Mihailovici și cetnicii |
| Regatul Unit                 | Journey Together                                                | Călătorie împreună                       | John Boulting                        | Trei piloți RAF de la recrutare până la prima luptă |
| Cehoslovacia                 | Muži bez křídel                                                 |                                          | František Čáp                        | Rezistența cehă pe aerodromul ocupat din Praga |
| Italia                       | Montecassino (Montecassino nel cerchio di fuoco)                |                                          | Arturo Gemmiti                       | Bătălia de la Monte Cassino și distrugerea mănăstirii                                                                                                   |
| Italia                       | O sole mio                                                      |                                          | Giacomo Gentilomo                    | Despre revolta - Patru zile ale orașului Neapole |
| Statele Unite                | O.S.S.                                                          |                                          | Irving Pichel                        | Agenți americani se infiltrează în Franța ocupată de germani                                                                                            |
| Franța                       | Le père tranquille                                              |                                          | René Clément                         | Rezistența franceză |
| Statele Unite                | Rendezvous 24                                                   |                                          | James Tinling                        | Germanii plănuiesc să se răzbune pe aliați prin arme atomice                                                                                            |
| Italia                       | Il sole sorge ancora                                            |                                          | Aldo Vergano                         | Soldații italieni desființați după armistițiu și rezistența                                                                                             |
| Regatul Unit                 | School for Secrets                                              |                                          | Peter Ustinov                        | Operatiunea Biting (Raidul Bruneval) |
| Statele Unite                | The Stranger                                                    | Străinul                                 | Orson Welles                         | Un membru al Comitetului Națiunilor Unite pentru Crime de Război vânează un criminal de război nazist care a fugit în Connecticut.                      |
| Regatul Unit                 | Theirs is the Glory                                             |                                          | Brian Desmond Hurst și Terence Young | Operațiunea Market Garden |
| Filipine                     | Walang kamatayan                                                |                                          | Tor Villano                          | Ocupația japoneză din Filipine |

## 1947
| Țara             | Titlul original                                               | Titlul românesc                                                                    | Regizor                   | Bătălii, campanii, evenimente descrise                                                                                                 |
| ---------------- | ------------------------------------------------------------- | ---------------------------------------------------------------------------------- | ------------------------- | --- |
| Italia           | Natale al campo 119                                           | Crăciun în lagărul 119                                                             | Pietro Francisci          | Comedie-dramă. Prizonieri de război italieni într-o tabără din SUA înainte de repatriere                                               |
| Franța           | Le Bataillon du ciel                                          |                                                                                    | Alexandre Esway           | Tabăra de parașutiști din Franța Liberă, Anglia.                                                                                       |
| Regatul Unit     | Frieda                                                        |                                                                                    | Basil Dearden             | |
| Italia           | Come persi la guerra                                          |                                                                                    | Carlo Borghesio           | Comedie. Un soldat ghinionist luptă în aproape fiecare campanie italiană de la Al Doilea Război Italo-Etiopian                         |
| Danemarca        | Soldaten og Jenny                                             | Un bun soldat se îndrăgostește de o fată frumoasă care are un trecut tulbure.      | Johan Jacobsen            | |
| Polonia          | Ostatni etap                                                  | Ultima etapă                                                                       | Wanda Jakubowska          | Auschwitz-Birkenau |
| Italia           | Uomini e cieli                                                | Patru ofițeri, aviatori dintr-o escadrilă, s-au împrăștiat pe diferitele fronturi. | Francesco De Robertis     | |
| Occupied Germany | In jenen Tagen                                                |                                                                                    | Helmut Käutner            | O mașină își spune povestea și povestea celor șapte proprietari ai săi în cei 12 ani ai celui de-al Treilea Reich în Germania nazistă. |
| China            | Yījiāng Chūnshuǐ Xiàng Dōng Liú (The Spring River Flows East) | (一江春水向東流)                                                                   | Cai Chusheng, Zheng Junli | Războiul chino-japonez |
| Statele Unite    | 13 Rue Madeleine                                              | Strada Madeleine 13                                                                | Henry Hathaway            | Agenți americani se infiltrează în Franța ocupată de germani                                                                           |
| Italia           | Vivere in pace                                                |                                                                                    | Luigi Zampa               | Doi foști prizonieri americani se ascund într-un sat italian ocupat de germani în 1944                                                 |
| Japonia          | Sensō to heiwa (戦争と平和) (War and Peace)                   |                                                                                    | Fumio Kamei               | Soldat japonez cade prizonier chinezilor și apoi se întoarce acasă                                                                     |

## 1948
| Țara                       | Titlul original                                                     | Titlul românesc                        | Regizor                              | Bătălii, campanii, evenimente descrise |
| -------------------------- | ------------------------------------------------------------------- | -------------------------------------- | ------------------------------------ | --- |
| Italia                     | ...E non dirsi addio                                                |                                        | Silvio Laurenti Rosa                 | Trei prizonieri de război aliați evadați și trei soldați germani fraternizează lângă Roma în noiembrie 1943                                                                                              |
| Regatul Unit               | Against the Wind                                                    | Sabotorii                              | Charles Crichton                     | Raid commando în Belgia ocupată |
| Austria                    | Der Engel mit der Posaune (The Angel with the Trombone)             |                                        | Karl Hartl                           | Dramă bazată pe romanul lui Ernst Lothar. Salzburg prin ambele războaie mondiale |
| Polonia                    | Ulica Graniczna (Border Street)                                     |                                        | Aleksander Ford                      | Holocaust în Polonia ocupată |
| Regatul Unit Țările de Jos | But Not in Vain (Niet Tevergeefs)                                   |                                        | Edmond T. Gréville                   | Drama. |
| Statele Unite              | Command Decision                                                    | Ordinul hotărâtor (Decizie de comandă) | Sam Wood                             | Generalii de armată se luptă cu decizia de a acorda prioritate bombardării fabricilor germane care produc noi avioane de luptă cu reacție față de pierderile extrem de mari pe care le va avea misiunea. |
| Italia                     | Accidenti alla guerra!...                                           |                                        | Giorgio Simonelli                    | Comedie. Un italian se deghizează în soldat german și este ales să participe la Lebensborn |
| Statele Unite              | Fighter Squadron                                                    | Escadrila de vânătoare                 | Raoul Walsh                          | Aeronave P-47 în războiul aerian din Europa |
| Italia                     | La grande strada                                                    |                                        | Michał Waszyński, Vittorio Cottafavi | Campania poloneză 1939, Rusia, Africa, Italia 1944 |
| Statele Unite              | Jungle Patrol                                                       |                                        | Joseph M. Newman                     | Aeronave P-40 în războiul aerian din Noua Guinee |
| Italia                     | La mascotte dei diavoli blu                                         |                                        | Carlo Baltier                        | Un copil italian ajunge orb din cauza unui accident cu cavaleri germani în timpul unui bombardament american, dar își recăpătă vederea datorită medicilor americani                                      |
| Germania ocupată           | Morituri                                                            |                                        | Eugen York                           | [ 130 ] |
| Iugoslavia                 | Na svoji zemlji (On Their Own Territory)                            |                                        | France Štiglic                       | Slavi luptă pentru a ucide germani și italieni pe Frontul de Răsărit |
| Uniunea Sovietică          | Povest o nastoiașcem celoveke (Повесть о настоящем человеке)        | Povestea unui om adevărat              | A. Stolper                           | Biografia pilotului de vânătoare Aleksei Meresiev |
| Norvegia Franța            | La Bataille de l'eau lourde Kampen om tungtvannet                   |                                        | Jean Dréville, Titus Vibe-Müller     | Documentar. Sabotaj norvegian la uzina cu apă grea (Tungtvassaksjonen) din Telemark |
| Italia                     | Fantasmi del mare                                                   |                                        | Francesco De Robertis                | Efectele armistițiului italian asupra unei nave de război italiene (pe baza faptelor petrecute pe cuirasatul Giulio Cesare)                                                                              |
| Statele Unite Elveția      | The Search                                                          | Căutătorii                             | Fred Zinnemann                       | Persoane strămutate în Germania postbelică |
| Polonia                    | Stalowe serca (The Steel Hearts)                                    |                                        | Stanisław Januszewski                | În Silesia ocupată (Polonia 1944 / 1945) rezistența se organizează. |
| Danemarca                  | Støt står den danske sømand (The Viking Watch of the Danish Seaman) |                                        | Bodil Ipsen, Lau Lauritzen Jr.       | |

## 1949
| Țara                       | Titlul original                                                       | Titlul românesc          | Regizor                            | Bătălii, campanii, evenimente descrise |
| -------------------------- | --------------------------------------------------------------------- | ------------------------ | ---------------------------------- | --- |
| Statele Unite              | Battleground                                                          | Câmp de bătălie          | William A. Wellman                 | Divizia 101 Aeropurtată în Bătălia de pe Bulge |
| Uniunea Sovietică          | Stalingradskaya bitva (Сталинградская битва) The Battle of Stalingrad | Bătălia de la Stalingrad | Vladimir Petrov                    | Bătălia de la Stalingrad |
| Filipine                   | Capas                                                                 |                          | Gregorio Fernandez                 | Ocupația japoneză din Filipine. Povestea se concentrează în jurul unor personaje care au supraviețuit infamului „Marș al morții” din Bataan și care au ajuns într-un lagăr de concentrare din Tarlac, Camp O'Donell.   |
| Uniunea Sovietică          | Vstrecha na Elbe (Встреча на Эльбе)                                   | Întâlnire pe Elba        | Grigori Aleksandrov, Aleksei Utkin | Ziua Elbei (25 aprilie 1945) - ziua în care trupele sovietice și americane s-au întâlnit la râul Elba, lângă Torgau în Germania, marcând un pas important către sfârșitul celui de-al Doilea Război Mondial în Europa. |
| Uniunea Sovietică          | Padenie Berlina (Падение Берлина) The Fall of Berlin                  |                          | Mikheil Chiaureli                  | Bătălia Berlinului |
| Italia                     | La fiamma che non si spegne The Flame That Will Not Die               |                          | Vittorio Cottafavi                 | Eroul italian Salvo D'Acquisto |
| Regatul Unit Statele Unite | The Hasty Heart                                                       | Inima pripită            | Vincent Sherman                    | Soldații britanici și americani răniți în campania din Birmania |
| Statele Unite              | Home of the Brave                                                     | Țara bravilor            | Mark Robson                        | Soldat negru paralizat după ce o unitate a atacat insula Pacificului |
| Statele Unite              | Lost Boundaries                                                       |                          | Alfred L. Werker                   | Dramă. Scott Carter este un ofițer alb al Marinei SUA care este de fapt negru |
| Statele Unite              | Malaya                                                                | Malaesia                 | Richard Thorpe                     | Contrabandist eliberat condiționat pentru a trece pe ascuns recolta de cauciuc din Malaya deținută de Japonia |
| Franța                     | Mission à Tanger                                                      |                          | André Hunebelle                    | Jurnalist transportă documente la Londra din Tanger |
| Italia                     | Monastero di Santa Chiara Monastery of Santa Chiara                   |                          | Mario Sequi                        | Drama. Napoli în timpul ocupațiilor germane și apoi ale aliaților |
| Spania                     | Neutralidad (Los caballeros del mar) Neutrality                       |                          | Eusebio Fernández Ardavín          | Un negustor spaniol neutru salvează marinari americani de pe o navă scufundată |
| Polonia                    | Za wami pójdą inni The Others Will Follow                             |                          | Antoni Bohdziewicz                 | Varșovia, rezistența poloneză |
| Regatul Unit               | Private Angelo                                                        |                          | Michael Anderson, Peter Ustinov    | Poveste ușoară. Recrutarea unui soldat italian fără tragere de inimă |
| Italia                     | Marinai senza stelle Sailors Without Stars                            |                          | Francesco De Robertis              | Băieții italieni se îmbarcă pe o barcă torpiloare (reprezentată de o corvetă de clasa Gabbiano) |
| Statele Unite              | Sands of Iwo Jima                                                     |                          | Allan Dwan                         | Bătălia de la Tarawa și Bătălia de la Iwo Jima |
| Cehoslovacia               | Němá barikáda (Silent Barricade)                                      |                          | Otakar Vávra                       | Rezistența |
| Regatul Unit               | The Small Back Room                                                   | Camera mică din spate    | Michael Powell, Emeric Pressburger | Germanii lansează bombe asupra Marii Britanii în 1943 |
| Danemarca                  | Det gælder os alle That applies to us all                             |                          | Alice O'Fredericks                 | Tânăr supraviețuitor dintr-un lagăr de concentrare |
| Regatul Unit               | They Were Not Divided                                                 |                          | Terence Young                      | Divizia blindată de gardă britanică (Guards Armoured Division) |
| Statele Unite              | Twelve O'Clock High                                                   | Inamic la ora 12         | Henry King                         | Bombardiere B-17 ale Eighth Air Force |

## Afișe

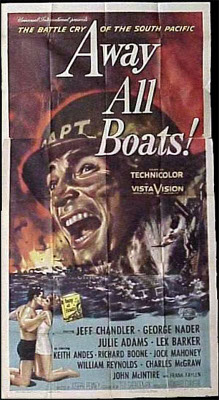
Away All Boats (1956)
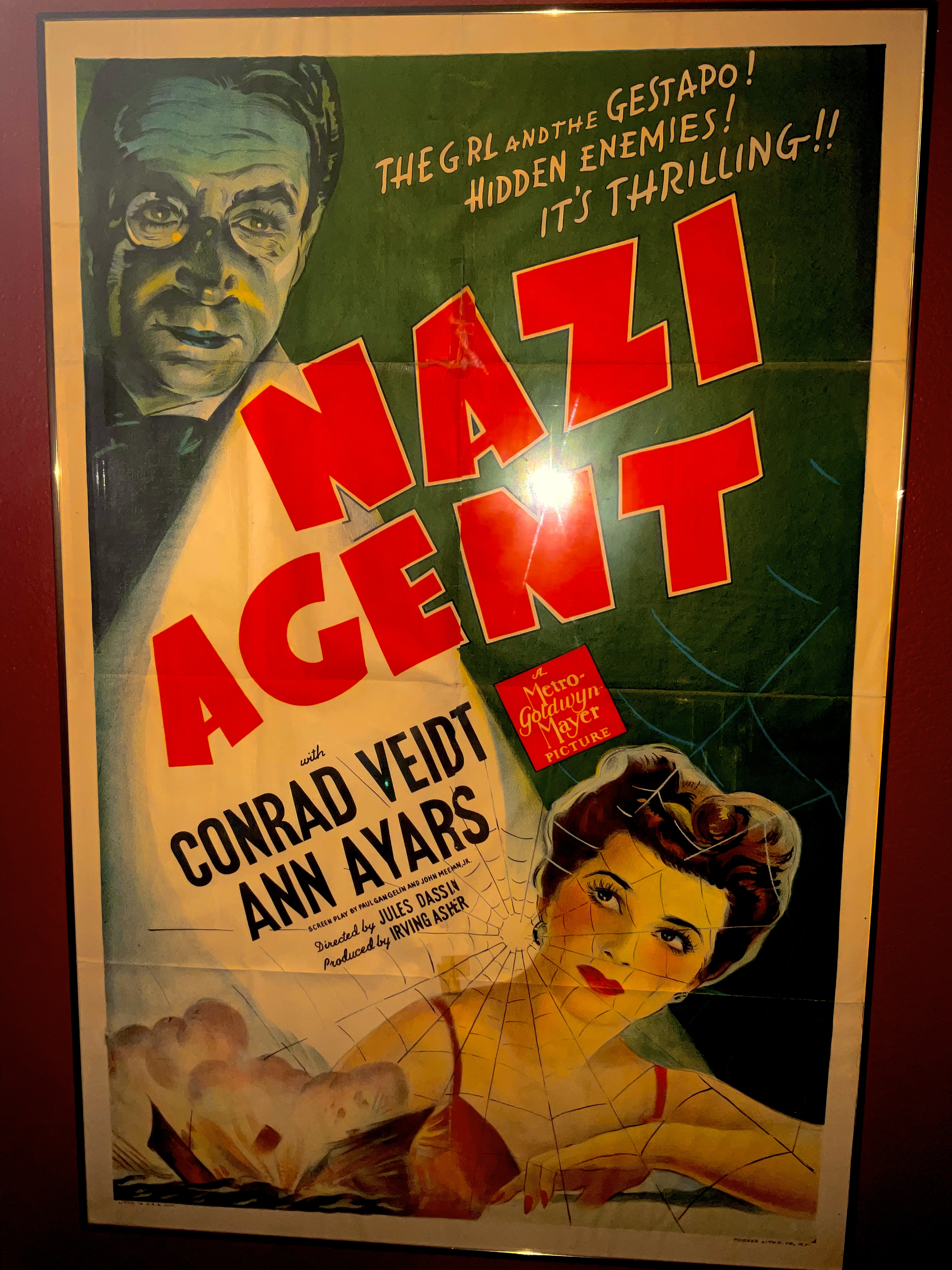
Nazi Agent (1942)
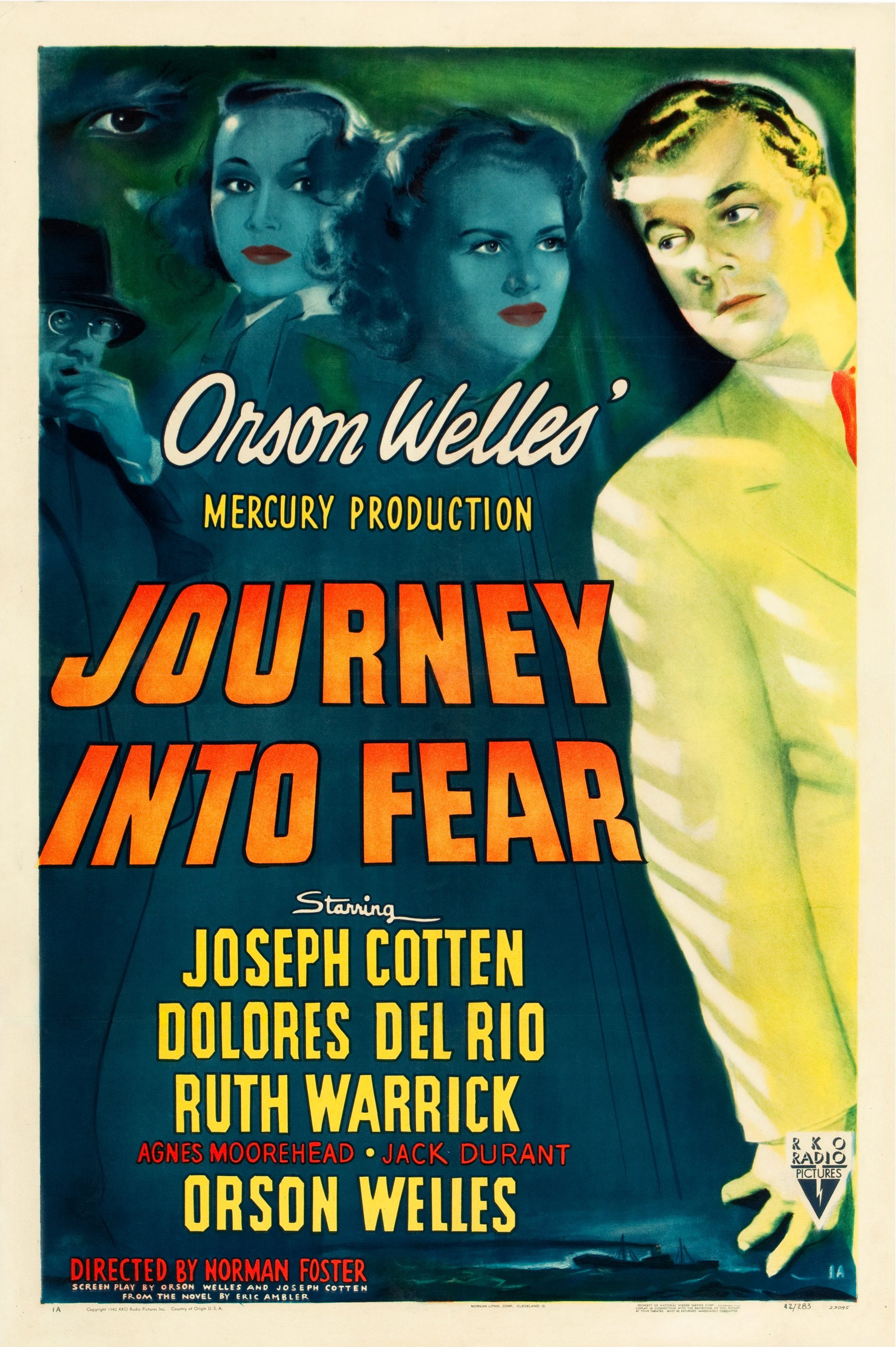
Journey into Fear (1942)